# Pēteris Juraševskis

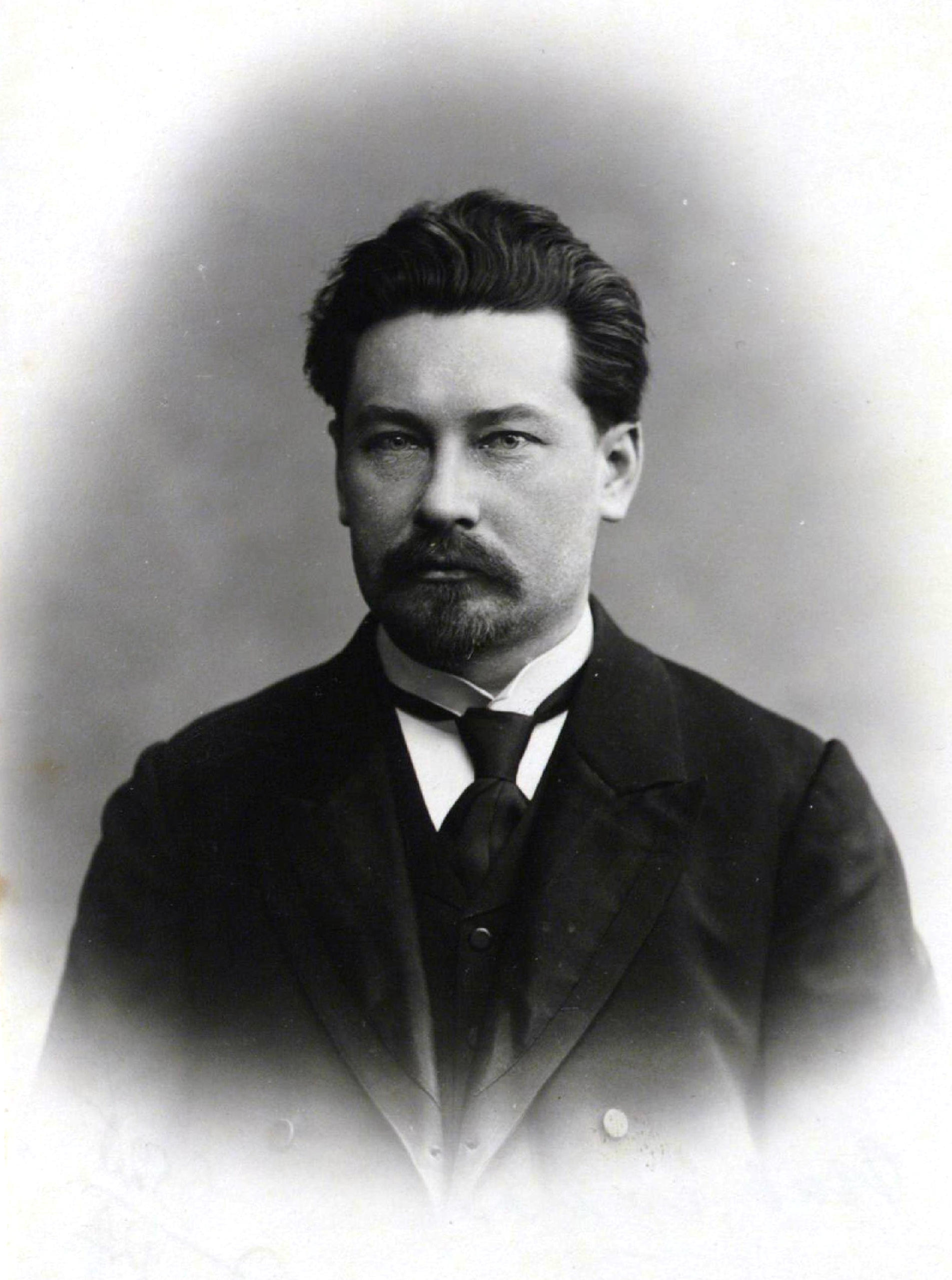
Pēteris Juraševskis

Pēteris Juraševskis (* 23. Märzjul. / 4. April 1872greg., Landgemeinde Sesava, Gouvernement Kurland; † 10. Januar 1945 in Jelgava) war lettischer Politiker und Ministerpräsident der Demokratischen Zentrumspartei (Demokrātiskā Centra Partija).

## Leben

### Studium, Minister und Abgeordneter
Nach einer Tätigkeit als Beamter der Regierung von Kurland absolvierte er von 1900 bis 1904 ein Studium der Rechtswissenschaften an der Universität Sankt Petersburg. Im Anschluss daran war er als Rechtsanwalt tätig.
Nach der Unabhängigkeit Lettlands am 18. November 1918 gehörte er der ersten Regierung von Kārlis Ulmanis bis zum 14. Juli 1919 als Justizminister an. Erst am 25. Mai 1924 wurde er erneut in eine Regierung berufen und gehörte dem Kabinett von Ministerpräsident Voldemārs Zāmuels bis zum Ende von dessen Amtszeit am 18. Dezember 1924 an.
Am 4. Oktober 1925 wurde er als Kandidat der Demokratischen Zentrumspartei (Demokrātiskā Centra Partija) erstmals zum Abgeordneten des Parlaments (Saeima) gewählt.
Am 24. Dezember 1925 wurde er dann von Ulmanis wiederum zum Justizminister ernannt, verlor dieses Amt aber bereits einen Monat darauf am 26. Januar 1926.

### Präsidentschaftskandidat und Ministerpräsident von 1928
1927 kandidierte er als einer von insgesamt fünf Kandidaten erfolglos für das Amt des Staatspräsidenten der Republik Lettland gegen Gustavs Zemgals.
Am 24. Januar 1928 wurde er schließlich als Nachfolger von Marģers Skujenieks selbst Ministerpräsident. Während seiner bis zum 30. November 1928 dauernden Amtszeit war zugleich bis zum 8. März 1928 Finanzminister. Nachfolger als Ministerpräsident wurde Hugo Celmiņš.